# Darya Maslova
Darya Maslova (née le 6 mai 1995 à Karakol) est une athlète kirghize, spécialiste des courses de fond.

## Biographie
Le 25 août 2017, elle remporte la médaille d'or de l'Universiade de Taipei en 33 min 19 s 27.
Le 25 août 2018, elle remporte le titre lors des Jeux asiatiques de 2018 à Jakarta, le premier titre kirghiz en athlétisme lors de ces Jeux. Trois jours plus tard, elle décroche l'argent sur 5 000 m, en 15 min 30 s 57.

## Palmarès
| Date | Compétition                     | Lieu           | Résultat | Épreuve  | Temps           |
| ---- | ------------------------------- | -------------- | -------- | -------- | --------------- |
| 2014 | Championnats d'Asie juniors     | Taipei         | 1re      | 3 000 m  | 9 min 16 s 23   |
| 2014 | Championnats d'Asie juniors     | Taipei         | 1re      | 5 000 m  | 16 min 18 s 35  |
| 2015 | Championnats d'Asie             | Wuhan          | 2e       | 5 000 m  | 15 min 42 s 82  |
| 2015 | Universiade                     | Gwangju        | 3e       | 5 000 m  | 16 min 04 s 09  |
| 2016 | Jeux olympiques                 | Rio de Janeiro | 19e      | 10 000 m | 31 min 36 s 90  |
| 2017 | Jeux de la solidarité islamique | Bakou          | 3e       | 5 000 m  | 15 min 0 s 42   |
| 2017 | Championnats d'Asie             | Bhubaneswar    | 1re      | 5 000 m  | 15 min 57 s 95  |
| 2017 | Championnats d'Asie             | Bhubaneswar    | 1re      | 10 000 m | 32 min 21 s 21  |
| 2017 | Championnats du monde           | Londres        | 17e      | 10 000 m | 31 min 57 s 23  |
| 2017 | Universiade                     | Taipei         | 1re      | 10 000 m | 33 min 19 s 27  |
| 2018 | Jeux asiatiques                 | Jakarta        | 2e       | 5 000 m  | 15 min 30 s 57  |
| 2018 | Jeux asiatiques                 | Jakarta        | 1re      | 10 000 m | 32 min 07 s 23  |
| 2021 | Jeux olympiques                 | Tokyo          | 36e      | Marathon | 2 h 35 min 35 s |

## Records
| Épreuve       | Performance         | Lieu           | Date         |
| ------------- | ------------------- | -------------- | ------------ |
| 5 000 mètres  | 15 min 0 s 42 (NR)  | Bakou          | 18 mai 2017  |
| 10 000 mètres | 31 min 36 s 90 (NR) | Rio de Janeiro | 12 août 2016 |